# Forschungsagenda
Eine Forschungsagenda ist eine Programmatik, welche einen Forschungsbedarf in einem bestimmten Themenfeld oder in einer Disziplin aufzeigt. In einem Positionspapier kann eine Forschungsagenda näher umrissen werden, in dem Forschungsbedarfe in Wissenschaftsfeldern identifiziert werden. Die Agenda kann ein oder mehrere Themenfelder enthalten, wobei in der Regel bereits grob ausformulierte, themenspezifische Forschungsfragen präsentiert werden. Vorgenannte Positionspapiere werden häufig von Institutionen im Privatsektor oder von Regierungen erarbeitet, um Forschungsinstitutionen wichtigen Forschungsbedarf mitzuteilen.